# Відносини Монако та Святого Престолу
Відносини Монако та Святого Престолу — це двосторонні відносини між Князівством Монако та Святим Престолом . Головною посадовою особою Монегаски є посол Клод Жордан, який офіційно обійняв свою посаду в листопаді 2015 року. Святий Престол представлений його апостольським нунцієм, архієпископом Антоніо Аркарі, який вступив на посаду 25 травня 2019 року  Посольство Монако при Святому Престолі розташоване в Римі, на Ларго Спінеллі. Апостольська нунціатура в Монако не є резидентом, оскільки нунцій зараз проживає в Римі.

## Історія

### Монако гвельфів: заснування папської династії

Герб князя Монако зображує його предка Франсуа Грімальді, який переодягнувся у францисканського монаха, щоб на ніч захопити фортецю Монако. Нижче написано його девіз: Deo juvante, що на латині означає «з благодаттю Божою».

Частиною загальновизнаної культурної та політичної історії Монако є те, що Монако та Святий Престол підтримували дипломатичну дружбу, пов’язану католицькою вірою з моменту заснування князівства. Відносини між Монако і Папською державою починаються з булли Папи Інокентія IV в 1247 році, яка підтверджує володіння в абатстві Сен-Пон в Ніцці капличкою, присвяченою святому Мартіну, поблизу Шато Неф, на Скелі Монако . Того ж року Папа дозволив спорудити ще одну каплицю, спеціально для генуезців, присвячену святому Іоанну Хрестителю .
Коли гвельфи, які підтримували Папу проти гібелінів Імперії, були вигнані з Генуї, саме тоді фортеця Монако була захоплена вночі 8 січня 1297 року, коли Франсуа Грімальді переодягнувся у францисканського монаха .
Коли спалахнула Велика Західна схизма, Реньє спочатку залишився підкорятися Урбану VI, обраному в Римі; але незабаром він приєднався до папи Авіньйонського Климента VII у 1378 році.
У 1405 році після передачі Ніцци Савойі, під час своєї авіньйонської експедиції до Генуї та Пізи, Папа Бенедикт XIII був першим Папою, який відправився до Монако  і під час його зупинки Папа залишився в південно-західному крилі Княжого палацу. яка вже існувала в нинішньому вигляді наприкінці 14 століття і де зараз знаходяться королівські помешкання.
У 1444 році Жан Грімальді де Бей уклав договір з папою Євгеном IV, щоб виступити проти кондотьєра Франеско Сфорца.

### Папське визнання автономії Монако в 1524 році
Між чотирнадцятим і шістнадцятим століттям, наступні Папи налагоджували особливі зв’язки з Монако, про що свідчать епістолярні стосунки, конвенція, дві булли та бриф. Правління лорда-єпископа Августина Грімальді ознаменувало особливий період для Монако між 1523 і 1532 роками. Августин Грімальді, який присягнув на вірність імператору Карлу V, був тоді лордом Монако і єпископом Грасса : він був радником і капеланом короля і надзвичайним радником парламенту Провансу,а в 1517 році він був присутній на П'ятому Латеранському соборі .
Під час його правління папська булла від 19 лютого 1524 р. від Папи Климента VII прямо освятила автономію Монако, «щоб його Господь не визнав жодного зверхника з мирської точки зору».

### Роль Монако у дипломатії Ватикану: Людовик I та іспанська спадкоємність (1699-1701)
У квітні 1698 року Людовіка I Монако було обрано послом короля Людовика XIV при Святому Престолі. У контексті важких претензій Бурбонів на іспанський престол за відсутності нащадків від Карла II Іспанського, ця місія була вирішальною для захисту претензій дому Бурбонів проти претензій Габсбургів . Щоб виконати свою місію, Людовик розгорнув у своєму посольстві в палаці Корсіні королівський блиск, який залишився легендарним. Інокентій XII нарешті підтримав права дому Бурбонів і дозволив Філіппу, герцогу Анжуйському, зайняти трон Іспанії, що призвело до дипломатичної перемоги Луї Грімальді.

### Два папи в Монако: Пій VI у труні та Пій VII за життя (1802-1814)
12 лютого 1802 року корабель з останками Папи Пія VI, який помер у Валансі як полонений французької Директорії, був змушений зробити зупинку в Монако через шторм. Але 11 січня 1814 року живий Папа Пій VII, що повертався з полону у Фонтенбло, пройшов через Ла-Тюрбі і дав місцевим жителям Монако можливість прийти підбадьорити його в натовпі вздовж дороги.

### Зведення місцевої церкви в Монако: БулаQuemadmodum sollicitus (Будьте обережними)1886 року
Після захоплення Риму в 1870 році князівство зберегло підтримку духовного та політичного суверенітету Папи. Амбіції Карла III також полягали в тому, щоб зробити князівство більш автономним по відношенню до втручання єпископа Ніцци, від якого тоді залежало Монако. Була Quemadmodum sollicitus від 15 березня 1886 р. під час понтифікату Лева XIII перетворила князівство на єпархію під безпосереднім владою Риму. 28 вересня 1887 року суверенний ордонанс закріпив положення згаданої булли, яка нагадує про Болонський конкордат через роль, відведену принцу у призначенні єпископів. Справді, угода, що діяла до 1981 року, була унікальним випадком у процесі призначення єпископів, у якому князь мав право представити трьох відповідних кандидатів, щоб Папа міг призначити одного з них. Таким чином, ця була ознаменувала встановлення офіційних дипломатичних відносин між Монако та Святим Престолом, у той час як Папська область була щойно вторгнута націоналістичними військами Джузеппе Гарібальді і задовго до Латеранського договору 1929 року, який визнав суверенітет Святого Престолу над Держава Ватикан . У 1888 році, в знак подяки за цю угоду, князівство запропонувало папі Леву XIII сувору геммати, прикрашену дорогоцінним камінням і рубінами, символіка якої досить чітка. Справді, перший медальйон на лівій руці цього хреста зображує Папу Лева Великого, який відганяє Аттілу після того, як він перетнув Альпи зі своїми полчищами гунів і вторгся в Італію, за кілька століть до Гарібальді, і на медальйоні біля підніжжя гори. хрест зображений монсеньйор Шарль Теуре, перший єпископ Монако, поклонився до ніг Льва XIII, демонструючи безповоротну прихильність князівства Монако до Престолу Петра .

### Зведення в ранг архиєпархії:Conventio inter Apostolicam sedem і Principatum monoecum1981 р.

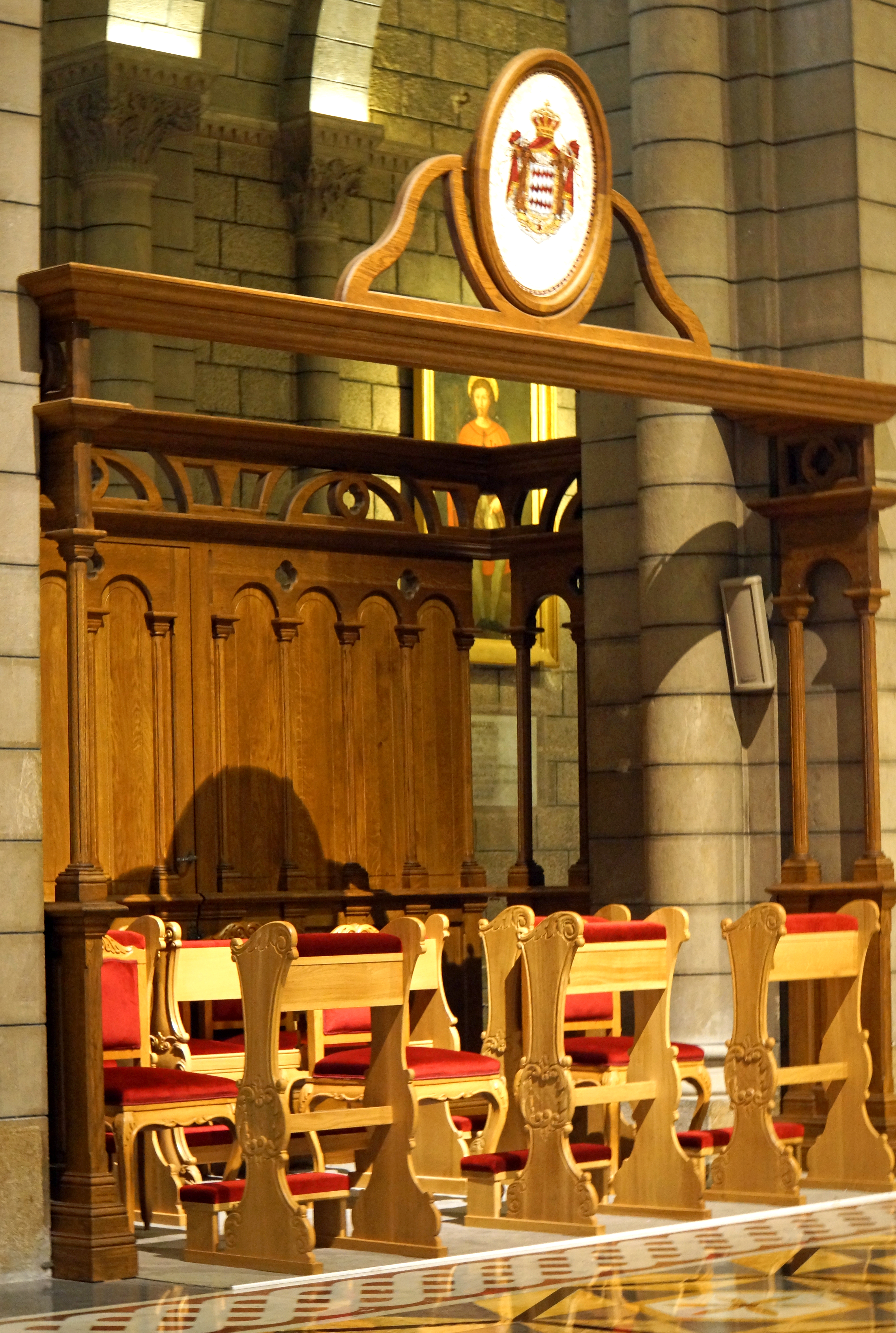
Ложа князя в хорі собору Монако.

Принца Реньє III і принцесу Грейс прийняли у Ватикані Папа Пій XII у 1957 році, Папа Іван XXIII у 1959 році та Папа Павло VI у 1974 році.
25 липня 1981 року у Ватикані було підписано угоду між Святим Престолом і Князівством Монако Conventio inter apostolicam sedem et principatum monoecum  яку можна розглядати як конкордат між цими двома країнами. Святий Престол там був представлений архієпископом Ахілле Сільвестріні, секретарем Ради у справах громадськості Святого Престолу. Що стосується Князівства Монако, то це було через Сезара Шарля Соламіто, Надзвичайного посла принца Монако. На підставі цієї угоди князь відмовився від свого права призначення in terna : призначення архієпископа відтепер було виключною компетенцією апостольського престолу після консультації з князем. Це нове положення було прийнято з метою узгодження булли Quemadmodum sollicitus з орієнтаціями, наданими Другим Ватиканський Собором : мова йшла про виправлення невідповідності канонічного права при збереженні специфіки відносин між Святим Престолом і Монако через їхню історію та статус мікродержав .
Натомість 30 липня 1981 р. через папську буллу під назвою Apostolica haec Папа Іван Павло II підняв єпископський престол Монако до гідності архієпископського престолу .

### Заснування посольства Монако при Святому Престолі в 1981 році
11 травня 1982 р., згідно з новою конвенцією та суверенним указом князя Реньє III, статут церковників в архиєпархії Монако був оновлений. 15 червня 1982 року, Князівство Монако і Ватикан домовилися підняти посольський Монако в ранг посольства, в рамках конкретних відносин, які об'єднують Святий Престол і князівство. 10 грудня 1982 року перший Надзвичайний і Повноважний Посол Сезар Соламіто вручив Папі свої вірчі грамоти.
У 1997 році Папа Римський Іван Павло II прийняв на приватній аудієнції принца Реньє III, наслідного принца Альберта і принцесу Кароліну.
У 2005 році молодий князь Монако Альбер ІІ вперше з'явився на публіці у своїй новій ролі на похороні Івана Павла II .

### Присутність нунція в Монако з 2006 року: ознака давніх стосунків

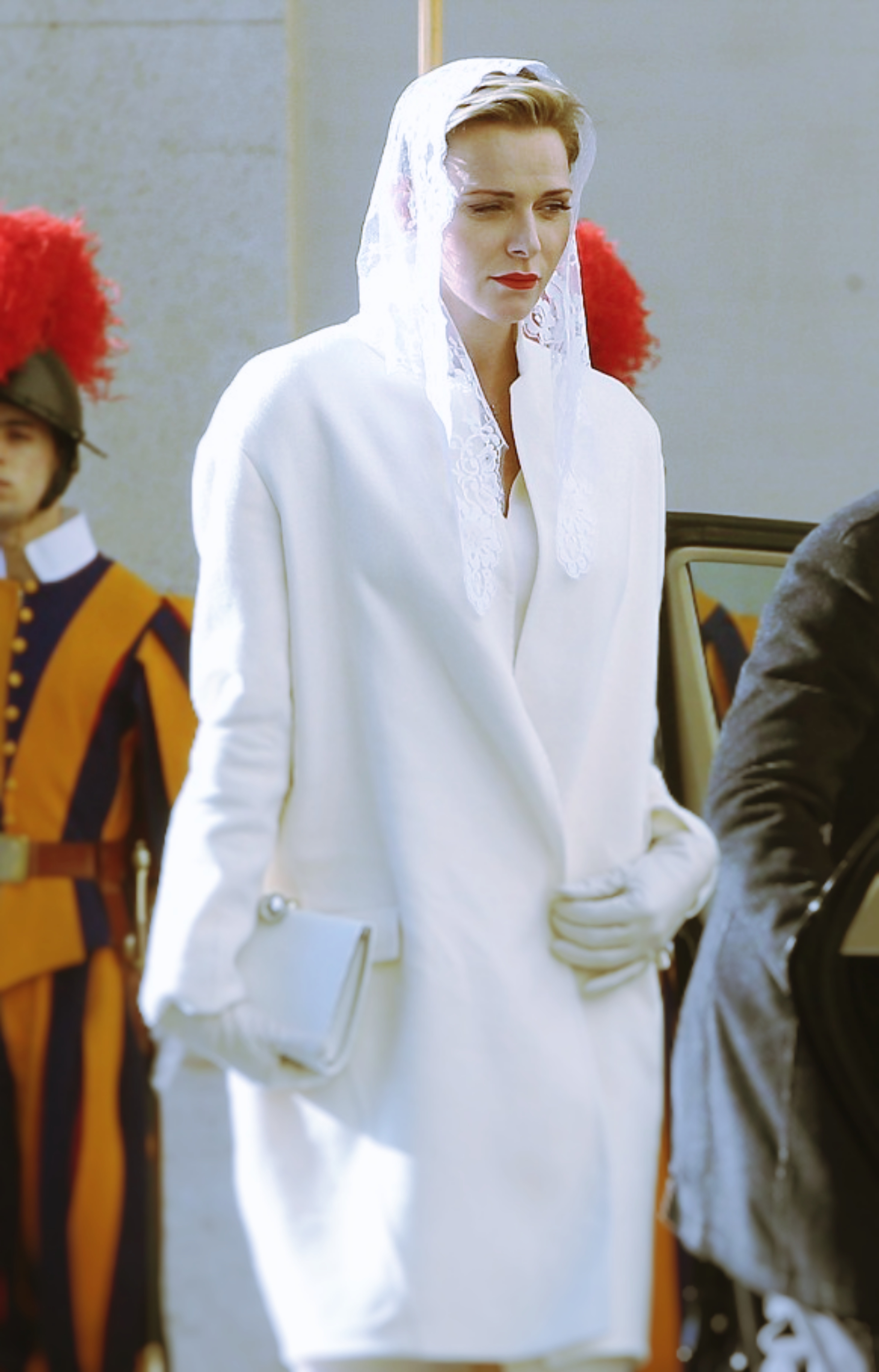
Принцеса Шарлін у офіційному вбранні зустрічає Папу Бенедикта XVI за привілеєм дю блан.

У 2005 році в супроводі свого керівника штабу Жана-Люка Аллавени та капелана палацу каноніка Сезара Пензо принц Альбер вирушив до Риму, щоб обговорити потенційне зміцнення зв’язків між Монако та Святим Престолом, і запропонував суверенному понтифіку бронзова статуя Святого Девота, створена Сирілом де Ла Пательєром. 12 липня 2006 р. Папа Римський Бенедикт XVI вперше призначив апостольського нунція Суверенному князю і Князівству Монако. 26 вересня 2006 року принц Альбер ІІ отримав у Палаці вірчі грамоти Монсеньйора Андре Дюпюї, Надзвичайного Апостольського Нунція та Уповноваженого Святого Престолу.
У 2009 році принц Альбер II знову був прийнятий Папою Бенедиктом XVI.
12 січня 2013 року принц Альбер ІІ представив свою нову дружину Шарлін, одягнену за традиціями privilège du blanc, Папі Бенедикту XVI під час приватної аудієнції у Ватикані. З 2013 року посол принца Монако при Святому Престолі Жан-Клод Мішель також став деканом дипломатичного корпусу, акредитованого при Святому Престолі  до призначення в листопаді 2015 року нового посла Клода Жордана.
13 травня 2014 року князь Альбер II і принцеса Шарлін у присутності архієпископа Бернарда Барсі та мера Монако Жоржа Марсана урочисто відкрили алею на честь «Святого Івана Павла II» вздовж собору Непорочної Богоматері .

## Дипломатичне співробітництво

### Служіння загальному благу

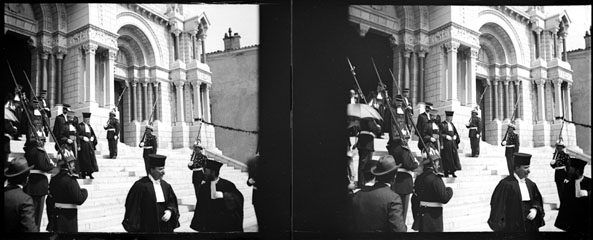
Судді Верховного суду виходять із собору після Великодньої Меси, Монако, у квітні 1906 року. Судовий рік у Монако завжди починається з « червоної меси » на честь Святого Духа, в якій бере участь вся юридична особа князівства.

Під час приватної аудієнції Національної ради Монако 2 лютого 2019 року Папа Франциск нагадав про зобов’язання Святого Престолу та Ватикану працювати разом на служіння загальному благу.

### Здоров'я
Ватикан і Монако зобов'язані підтримувати гідність медичних працівників . У цьому сенсі в січні 2016 року принцеса Шарлін виступила на конференції у Ватикані, присвяченій глобальним проблемам охорони здоров’я, включаючи її підтримку запобігання утопленням. Між Сценичним центром Монако та дитячою лікарнею Bambino Gesù у Ватикані існує співпраця для спільної боротьби з дитячими гематологічними та онкологічними захворюваннями. Монако і Святий Престол також мають однакову позицію щодо абортів, оскільки обидві держави на рівних засадах захищають життя вагітної матері та ненародженої дитини.

### Спорт: благодійна гра Монако-Ватикан
З 2011 року Монако та Святий Престол протистояли один одному в товариському футбольному матчі з метою пропагування дружби між двома країнами та християнських цінностей спорту.

## Загальні характеристики
Привілейовані відносини між Монако та Святим Престолом засновані на довгій спільній історії, а також на багатьох спільних рисах обох держав.

### Дві суверенні мікродержави
Монети євро мають зображення відповідних суверенів Монако та держави Ватикан
Місто-держава Ватикан і Князівство Монако є двома мікродержавами : вони є двома найменшими країнами у світі, що мають площу відповідно 0,44 км2 і 2 км2. Незважаючи на те, що обидві держави втратили більшу частину своєї історичної території, тим не менше зуміли зберегти свій суверенітет .
Фактично, хоча Святий Престол визнаний Організацією Об’єднаних Націй як постійний спостерігач, Монако стало повноправним членом міжнародної організації лише після 1993 року.
Незважаючи на те, що у них немає власної валюти, Монако  і Святий Престол  отримали від Європейського Союзу право використовувати євро з їхнім власним зображенням як поточну валюту.

### Дві католицькі держави
Монако разом з Республікою Мальта є єдиними двома державами у світі, офіційною релігією яких є католицизм. Хоча, по суті, це релігія держави Ватикан, католицизм є офіційною релігією князівства згідно з Конституцією Монако . Стаття 9 Конституції Монегаски від 17 грудня 1962 року та змінена в 2002 році встановлює католицьку релігію офіційною релігією суверенної держави, яка є католицькою конституційною монархією, якою керує католицька династія Грімальді .

## Відмінності та привілеї

### Привілей білого
Принцеса Монако користується privilège du blanc (італійською: privilegio del bianco), особливою прерогативою, що використовується католицькими королевами, принцесами і герцогинями під час аудієнцій у Папи, згідно з якою вони мають право носити білий одяг і мантилії, кольори,які дозволено носити  лише суверенному Понтифіку.

### Папські нагороди
20 березня 1930 року Папа Пій XI нагородив спадкову принцесу Шарлотту орденом Pro Ecclesia et Pontefice і Великим хрестом ордена Пія IX принца П'єра .
Принц Реньє III був кавалером Папського ордена Золотої Шпори .

## Дивіться також
- Зовнішні відносини Монако
- Багатостороння зовнішня політика Святого Престолу

## Зовнішні посилання
- Офіційний вебсайт уряду Монако - Політична практика та двосторонні відносини зі Святим Престолом [Архівовано 23 грудня 2021 у Wayback Machine.]

Шаблон:Foreign relations of the Holy SeeШаблон:Foreign relations of Monaco